# 小行星181708
小行星181708（(181708) 1993 FW）是除冥王星和卡戎（冥卫一）之外，继小行星15760之后第二个发现的海王星外天体。小行星181708在1993年由天文学家大衛·朱維特和劉麗杏在夏威夷莫纳克亚天文台发现。这两名发现者给这颗小行星起了一个昵称“卡拉”（Karla）。迈克尔·E·布朗认为小行星181708是一颗矮行星。